# Павлов, Владимир Иванович
Павлов Владимир Иванович (1 мая 1946, Геническ, Херсонская область — 26 декабря 2015) — советский и украинский экономист. Доктор экономических наук, профессор Заслуженный экономист Украины, академик Академии экономических наук Украины и Украинской Академии экономической кибернетики. Заведующий кафедрой экономики и предпринимательства Луцкого государственного технического университета.

## Биография
Окончил в 1965 году Херсонский машиностроительный техникум, а в 1975 г. — экономический факультет Высшей школы профсоюзного движения ВЦСПС (ВШПР ВЦСПС, г. Москва). Учился в аспирантуре ВШПР ВЦСПС в 1975—1978 гг.
Защита кандидатской диссертации по теме «Пути повышения эффективности коллективных форм организации труда» состоялся 27.03.1979 г. в ВШПР ВЦСПС (г. Москва). Защита докторской диссертации по теме «Политика регионального развития в условиях рыночной трансформации (теоретико-методологические аспекты и механизмы реализации)» состоялся 27.04.2001 г. в Институте региональных исследований НАН Украины (г. Львов).
Утверждения в научных степенях и званиях: кандидат экономических наук — с 27.031979 г. (ЭК № 007172); доцент кафедры экономики и организации производства — с 22.02.1986 (ДЦ № 093017); профессор кафедры экономики и управления производством — с 22.02.1996 (ПР № 000592); доктор экономических наук — с 10.10.2001 (ДД № 001926).
Результаты исследований отражены в 264 публикациях, из которых 96 научного и 168 учебно-методического характера. Издано 17 книг, в том числе единоличные монография и учебное пособие.

## Образование
Учился в Херсонском машиностроительном техникуме (1961—1979). Окончил с отличием экономический факультет по специальности «Экономика труда» (1975) и аспирантуру Высшей школы профсоюзного движения ВЦСПС (1978). В 1979 г. защитил диссертацию на соискание ученой степени кандидата экономических наук. Докторскую диссертацию на тему «Политика регионального развития в условиях рыночной трансформации (теоретико-методологические аспекты и механизмы реализации)» защитил в 2001 г.

## Профессиональный путь
В 1979—1988 годах В. Павлов работал старшим преподавателем, доцентом, старшим научным сотрудником, заместителем директора по научной работе, руководителем Отраслевой лаборатории Министерства машиностроения для животноводства и кормопроизводства СССР по организации труда, производства и управления Луцкого филиала Львовского политехнического института. С 1988 по 1991 год Владимир Иванович находился на посту заведующего экономическим отделом Волынского обкома партии, и отдела проблем управления развитием социальной инфраструктуры региона Львовского отделения Института экономики Академии наук УССР. В 1991—2003 годах Павлов возглавлял кафедру экономики и управления производством Луцкого индустриального института, а впоследствии — кафедра экономики и предпринимательства, Центр подготовки специалистов по ценным бумагам и фондовому рынку Луцкого государственного технического университета. С 2003 года учёный являлся профессором кафедры экономики предприятий и корпораций, руководителем отдела проблем управления комплексным социально-экономическим развитием региона Луцкого учебно-консультационного центра Тернопольской академии народного хозяйства. В 2004 году В. Павлова избран по конкурсу заведующим кафедры финансов и экономики природопользования, назначен руководителем Центра подготовки экспертов по оценке недвижимого имущества Национального университета водного хозяйства и природопользования.
Профессор успешно сочетал учебно-педагогическую работу с научной деятельностью. По результатам его исследований вышло в свет более 330 публикаций, в том числе: 14 монографий, 17 учебников и учебных пособий, более 120 научных статей. Под руководством ученого подготовлено 14 кандидатов экономических наук.
Деятель был председателем диссертационного совета по защите диссертаций на соискание ученой степени кандидата экономических наук Национального университета водного хозяйства и природопользования, входит в состав ученого совета по защите докторских диссертаций Института региональных исследований НАН Украины.
В. Павлов был главным редактором сборника научных трудов «Проблемы рационального использования социально-экономического и природно-ресурсного потенциала региона: финансовая политика и инвестиции», член редакционных коллегий ряда профессиональных журналов.

## Общественная деятельность
Владимир Иванович принимал активное участие в общественной жизни, он является вице-президентом Национального союза экономистов Украины. По его инициативе непосредственно на Волыни организованы Пленумы Союза и международные научно-практические конференции.

## Отличия и награды
За достижения в научно-педагогической и общественной деятельности профессора.  Павлов награжден Дипломом III степени ВДНХ УССР;
- Почетной грамотой,
- знаком «За научные достижения» Министерства образования и науки Украины;
- Почетным знаком Украинской фондовой биржи;
- Почетной грамотой Кабинета Министров Украины,
- Юбилейной медалью «За доблестный труд».
- Указом Президента Украины присвоено почетное звание «Заслуженный экономист Украины» № 284 от 23.03.1998 p.;
- награжден знаком «Отличник образования Украины» (№ 782 от 19.11.1997 г.),
- Медалью ВДНХ Украинской ССР (№ 1/н от 04.01.1985 p.),
- Юбилейной медалью «За доблестный труд. В ознаменование 100-летия со дня рождения Владимира Ильича Ленина» (10.04.1970).

Избран академиком Академии экономических наук Украины (2002 р.) и академиком Украинской Академии экономической кибернетики (2001 р.).

## Научные и методические труды
1. Страховые услуги. Учебное пособие. — Ровно: НУВХП, 2010. — 109 с.
2. Финансы предприятий. Учебное пособие. — Ровно: НУВХП, 2010. — 109 с.
3. Экономика окружающей среды и природных ресурсов. Информационный пакет: Информационно-методические материалы по подготовке магистров по квалификации «Экономическое моделирование экологических систем». Специальность 8.000010 («Специфические категории»). — Ровно: НУВХП, 2009. — 184 с.
4. Финансы и кредит. Бакалавр, специалист, магистр. Информационный пакет: направление подготовки 0501 «Экономика и предпринимательство», специальность 7.050104 «Финансы». — Ровно: НУВХП, 2009.- 330 сек.
5. Регулирование конкурентных отношений на рынке телекоммуникаций. Монография. — Ровно: НУВХП, 2009. — 160с.
6. Реформирования социального страхования в Украине. Монография. — Ровно: НУВХП, 2009. — 200 сек.
7. Социальное партнерство на рынке труда в Украине. Монография. — Ровно: НУВХП, 2009. — 203 сек.
8. Трансформация систем управления качеством товаров в Украине. Монография. — Ровно: НУВХП, 2009. — 202с.
9. Формирования и становления рынка коммерческой недвижимости в регионе. Монография. — Ровно: НУВХП, 2009. — 187 сек.
10. Недвижимость в Украине. Учебник для студентов высших учебных заведений. — Киев: Государственная академия статистики учета и аудита, 2008. — 765 с.
11. Институты и институты аграрного природопользования: региональный аспект. Монография. — Луцк: Надстир’я, 2008. — 212 с.
12. Экономика природопользования. Интерактивный комплекс учебно-методического обеспечения. — Ровно: НУВХП, 2008. — 136 с.
13. Роль и значение природных ресурсов в региональном развитии // Сборник научных трудов «Вестник НУВХП». Выпуск 4 (44), Серия «Экономика. Часть 4. Проблемы, механизмы те инвестиционное обеспечение рационального природопользования». — Ровно: НУВХП, 2008. — С. 247—252.
14. Эффективность использования вторичных ресурсов в регионе: оценка и инвестиционные механизмы. Монография. — Ровно: НУВГП, 2007. — 155 с.
15. Инвестиционно-инновационная компонента устойчивого пространственного развития региона. Проблемы интеграции научно-образовательного интеллектуального потенциала государствообразующего процесса: Сборник научных трудов. Выпуск V, «Украина — Турция». — Тернополь: ТГТУ, 2007. — С. 119—227.
16. Модель инвестиционной привлекательности корпоративных предприятий региона. Финансовые механизмы устойчивого экономического развития: Сборник наук. работ. — Харьков: ХИБМ. 2007.- С. 57 — 64.
17. Финансовые аспекты корпоративного управления. Экономика: Научные труды Национального университета пищевых технологий. — Киев: НУХТ, 2007. — С. 81 — 83.
18. Особенности разработки и использования информационно-аналитической системы «Местные бюджеты». Финансовая система Украины. Сборник научных трудов. — Острог: Издательство "Национальный университет «Острожская академия», 2007. — Выпуск 9. — С.37 — 46.
19. Статистический анализ тенденций экономического роста промышленного комплекса региона. Систематическая оценка социально-экономического развития: Сборник научных трудов. — Хмельницкий: Хмельницкий университет управления и права, 2007.- С. 31 — 34.
20. Программное обеспечения устойчивого природопользования в регионе (на примере Волынской области). Научный вестник Волынского государственного университета имени Леси Украинки. № 1 (ЧИИ). — Луцк: «Башня»; Волынский государственный университет им. Леси Украинки, 2007. — С. 58 — 62.
21. Регламентация функциональных служб корпоративных предприятий. Учебное пособие. — Киев: ИВЦ Деркомстату Украины, 2006. — 343 с.
22. Рынок недвижимости. Учебное пособие. — 2-е изд. — Киев: Кондор, 2006. — 336 с.
23. Рынок недвижимости. Учебное пособие. — Киев: ИИЦ Госкомстата Украины, 2004. — 387 с.
24. Основы стандартизации, сертификации и идентификации товаров. Учебное пособие. — Киев: Кондор, 2004. — 230с.
25. Ценные бумаги В Украине. Учебное пособие. — Киев: ИИЦ Госкомстата Украины, 2002. — 305 с.
26. Основы стандартизации, сертификации и идентификации товаров. Учебное пособие. — Луцк: Надстир’я, 2002. — 252 с.
27. Экономический механизм функционирования предприятия: структурированный курс лекций. Учебное пособие. — Луцк: Надстир’я, 1999. — 120 сек.
28. Приватизация государственных предприятий: курс лекций. Учебное пособие. — Луцк: Надстир’я, 1998. — 180с.
29. Рынок ценных бумаг: курс лекций. Учебное пособие. — Луцк: Надстир’я, 1998. — 342 с.
30. Основы предпринимательства: бизнес планирование. Учебное пособие, т. 1-й — Луцк: Надстир’я, 1998. — 104с.
31. Основы предпринимательства: сроки бизнеса. Учебное пособие, т. 2-й — Луцк: Надстир’я, 1998.- 210с.
32. Основы предпринимательства: менеджмент труда. Учебное пособие, т.3-й — Луцк: Надстир’я, 1998.- 212с.